# Šahy
Šahy (Hongaars: Ipolyság, Duits: Eipelschlag) is een Slowaakse gemeente in de regio Nitra, en maakt deel uit van het district Levice.
Šahy telt 7971 inwoners waarvan de meerderheid (62%) etnisch Hongaar is. Tot 1920 was de plaats hoofdstad van het Hongaarse comitaat Hont. Het grote stadhuis herinnert aan deze periode, dit was namelijk het comitaatshuis (provinciehuis).

## Geboren
- Ferdinand Daučík (30 mei 1910), voetballer en voetbaltrainer

## Zie ook

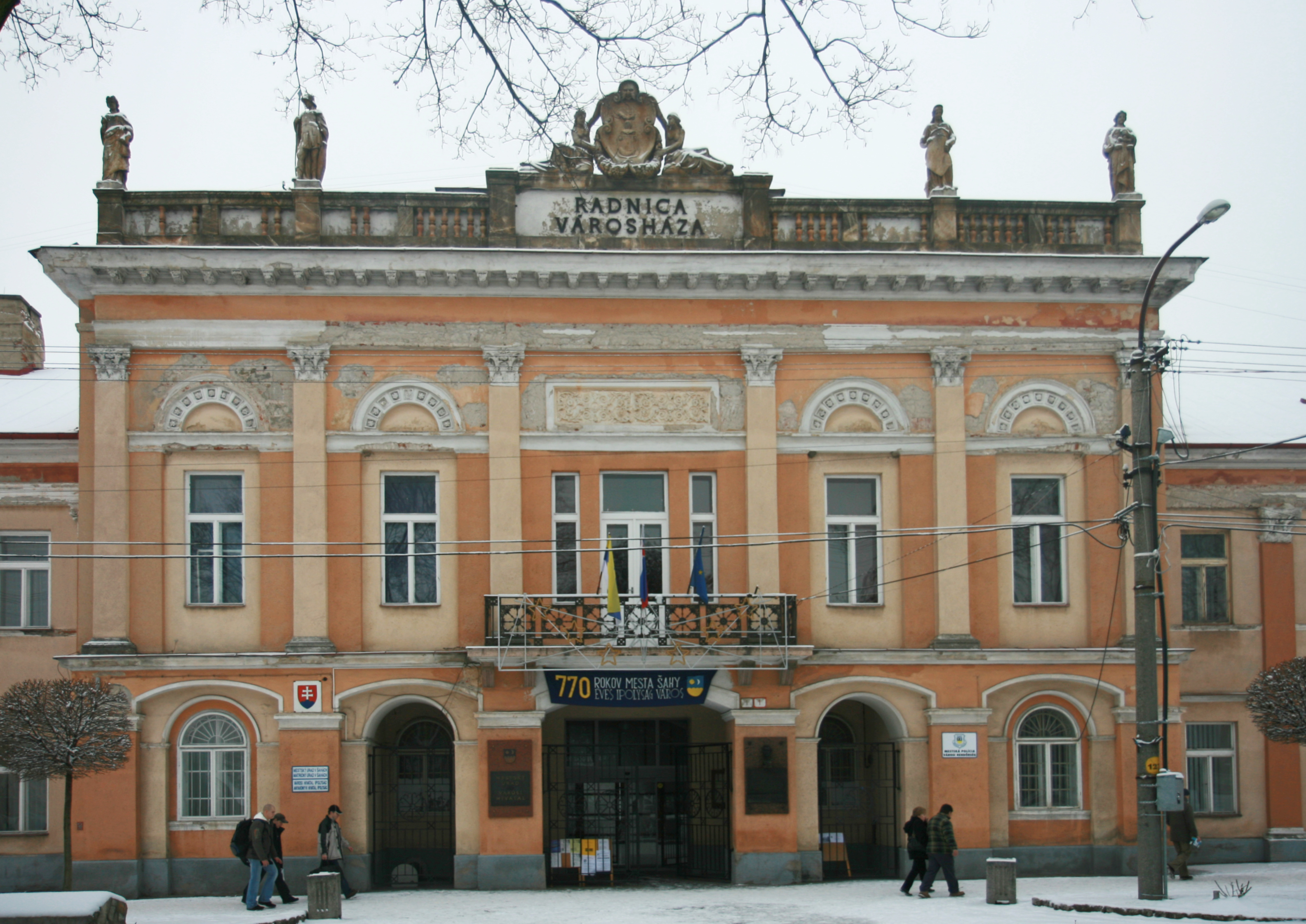
Rathaus/Guildhall